# Lyžařské středisko Jongpchjong

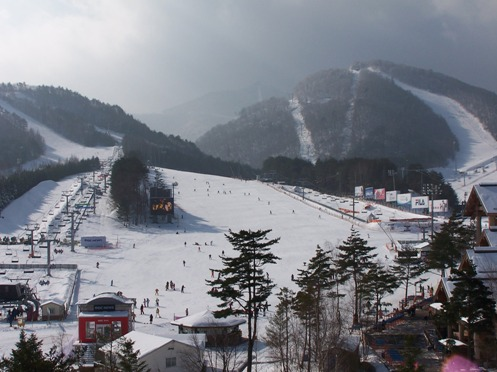
Pohled na část lyžařského střediska Jongpchjong v roce 2007

Lyžařské středisko Jongpchjong (korejsky 용평리조트 – Jongpchjŏng ričotchŭ) je lyžařské středisko v pohoří Tchebek v provincii Kangwon v Jižní Koreji. Leží u města Tegwalljong v severovýchodní části okresu Pchjongčchang.
Středisko několikrát sloužilo Světovému poháru v alpském lyžování (1998, 2000, 2003, 2006). Bylo jedním ze sportovišť Asijských zimních her v roce 1999 a v roce 2009 hostilo mistrovství světa v biatlonu. 
V roce 2018 se zde v rámci zimních olympijských her konaly závody v alpském lyžování, přesněji slalom a obří slalom. Později zde proběhly i paralympijské hry. Středisko bylo součástí jihokorejské kandidatury už pro zimní olympijské hry v letech 2010 a Zimní olympijské hry 2014 (nabídky ovšem vyhrál Vancouver respektive Soči). Sjezd, superobří slalom a kombinace proběhly v několik desítek kilometrů vzdáleném lyžařském středisku Čongson.
Běžná zimní sezóna zde trvá od listopadu do začátku dubna. Je zde 31 sjezdovek, 15 lanovek a vleků a nejvyšší nadmořská výška je 1458 metrů. V letních měsících nabízí středisko návštěvníkům především golf.
Středisko je přes obchodní skupinu Tongil vlastněno Církví sjednocení založenou Son-mjongem Munem.